# Cijeli broj
Cijeli brojevi proširenje su skupa prirodnih brojeva neutralnim elementom za zbrajanje, nulom, i brojevima koji su njima suprotni, to jest brojevima s kojima zbrojeni daju nulu.
Skup prirodnih brojeva nije zatvoren za oduzimanje – razlika dva prirodna broja može, ali ne mora biti prirodan broj. Algebarska struktura skupa prirodnih brojeva {\displaystyle \mathbb {N} } nije grupa s obzirom na operaciju zbrajanja, jer za element {\displaystyle n\in \mathbb {N} } ne postoji njemu inverzan element {\displaystyle -n\in \mathbb {N} }. Da bismo odredili svaku razliku {\displaystyle a-b} gdje su {\displaystyle a,b\in \mathbb {N} } koju definiramo sa {\displaystyle a+(-b)}, gdje je sa {\displaystyle -b} označen inverzni element od {\displaystyle b\in \mathbb {N} }, proširujemo skup {\displaystyle \mathbb {N} } s takvim inverzima prirodnih brojeva i dodajemo poseban element 0, koji s obzirom na operaciju zbrajanja čini jedinični element takve konstruirane grupe. U tom smislu i u matematičkoj notaciji skup cijelih brojeva {\displaystyle \mathbb {Z} } je upravo takva aditivna grupa:
{\displaystyle \mathbb {Z} =\{...,-2,-1\}\cup \{0\}\cup \mathbb {N} =\{0,-1,1,-2,2,...\}}
Kažemo da je skup cijelih brojeva unija negativnih cijelih brojeva, neutralnog elementa za zbrajanje i prirodnih brojeva. Prema tome, skup prirodnih brojeva je pravi podskup skupa cijelih brojeva, što se piše kao {\displaystyle \mathbb {N} \subset \mathbb {Z} }.
Element 0 sa svojstvom da je {\displaystyle a+0=0+a=a,\forall a\in \mathbb {Z} } nazivamo nulom, a inverze prirodnih brojeva u konstruiranoj grupi nazivamo suprotnim elementima prirodnih brojeva ili negativnim cijelim brojevima. Vrijedi {\displaystyle a+(-a)=(-a)+a=0,\forall a\in \mathbb {Z} }, pošto je i asocijativnost zadovoljena kažemo da je skup cijelih brojeva aditivna grupa.
No, skup cijelih brojeva {\displaystyle \mathbb {Z} } čini također i komutativni prsten zajedno s operacijama zbrajanja i množenja, a nula u prstenu ima svojstvo da {\displaystyle 0\cdot x=a} u njemu nema rješenje (kao ni u jednom drugom prstenu brojeva). Skup cijelih brojeva je, kao i skup prirodnih brojeva, uređen skup. On najvećeg (maksimalnog), ali ni najmanjeg (minimalnog) elementa i ekvipotentan je skupu prirodnih brojeva, to jest postoji bijekcija iz {\displaystyle \mathbb {N} } u {\displaystyle \mathbb {Z} }.